# Eleutherodactylus glamyrus
Eleutherodactylus glamyrus é uma espécie de anfíbio  da família Eleutherodactylidae.
É endémica de Cuba.
Os seus habitats naturais são: florestas subtropicais ou tropicais húmidas de baixa altitude e regiões subtropicais ou tropicais húmidas de alta altitude.
Está ameaçada por perda de habitat.